# Spoorlijn Kall - Hellenthal
De spoorlijn Kall - Hellenthal ook wel Oleftalbahn genoemd, is een Duitse spoorlijn zonder regulier verkeer en valt als lijn 2635 onder beheer van DB Netze. Sedert de Overstromingen in Europa in juli 2021, waarbij de rails op een deel van het traject werden weggespoeld, is de lijn gesloten.

## Geschiedenis
De spoorlijn werd door de Rheinische Eisenbahn-Gesellschaft geopend op 8 maart 1884. Ondanks protesten van de lokale bevolking werd het  personenverkeer opgeheven op 30 mei 1981. Sinds 1999 is de lijn onder beheer van de Rhein-Sieg-Bahn die de lijn gereactiveerd heeft. Sinds augustus 2009 is de lijn weer tot Blumenthal in gebruik. Sinds de verwoestende overstroming in 2021 is de lijn buiten gebruik. 90 procent is vernield en de schade wordt op 15 miljoen euro geraamd. In 2024 is nog geen besluit genomen over herstel. Er is echter wel een studie die niet herstel in oude toestand betreft maar zelfs reactivering voor reguliere treindienst.

## Aansluitingen
In de volgende plaats is er een aansluiting op de volgende spoorlijn:
Kall
DB 2631, spoorlijn tussen Hürth-Kalscheuren en Ehrang